# 후지 TV 수요일 밤 8시 시대극
후지 TV 수요일 밤 8시 시대극(일본어: フジテレビ水曜夜8時枠時代劇)은 후지 TV 계열 제작으로 매주 수요일 20:00 - 20:54 에 방송된 텔레비전 드라마 시간대이다.

## 작품 목록
《여자 네즈미코조》 (다이치 마오판)
《오니헤이 범과책》
《오에도 포물일기 테루히메7변화》
《카미야 겐지로 포물책》
《오캇피키 도부》
《제니가타 헤이지》
《도구꾼·후지에다 바이안》 (와타나베 켄판)
《카즈구루마노하마키치 포물첩》 (나카다이 타츠야판)
《핫초보리 포물 이야기》
《어가인 잔쿠로》
《쿠모키리 니자에몽》(야마자키 츠토무판)
《주신구라》 (기타오지 킨야판)
《은밀 봉행 아사히나》
《검객 장사》 (후지타 마코토판)
《가미유이 이사지》